# Ratthaphong Cheaaem
Ratthaphong Cheaaem (thailändisch รัฐพงษ์ เจ๊ะเอ็ม; * 13. April 2005) ist ein thailändischer Fußballspieler.

## Karriere
Ratthaphong Cheaaem erlernte das Fußballspielen in der Jugendmannschaft vom Chainat Hornbill FC. Hier unterschrieb er im Januar 2024 auch seinen ersten Vertrag. Der Verein aus Chainat spielt in der zweiten thailändischen Liga, der Thai League 2. Sein Zweitligadebüt gab Ratthaphong Cheaaem am 7. Januar 2024 (18. Spieltag) im Auswärtsspiel gegen den Nakhon Ratchasima FC. Bei dem 1:1-Unentschieden wurde er in der 90. Minute für Atthaphon Pannakhen eingewechselt. In seiner ersten Saison bestritt er fünf Ligaspiele. Im Dezember 2024 wechselte er auf Leihbasis zum Drittligisten Phatthalung FC. Mit dem Verein aus Phatthalung spielte er elfmal in der Southern Region der Liga. Im Sommer 2025 kehrte er nach der Ausleihe nach Chainat zurück.